# 東京レジャーランドパレットタウン店

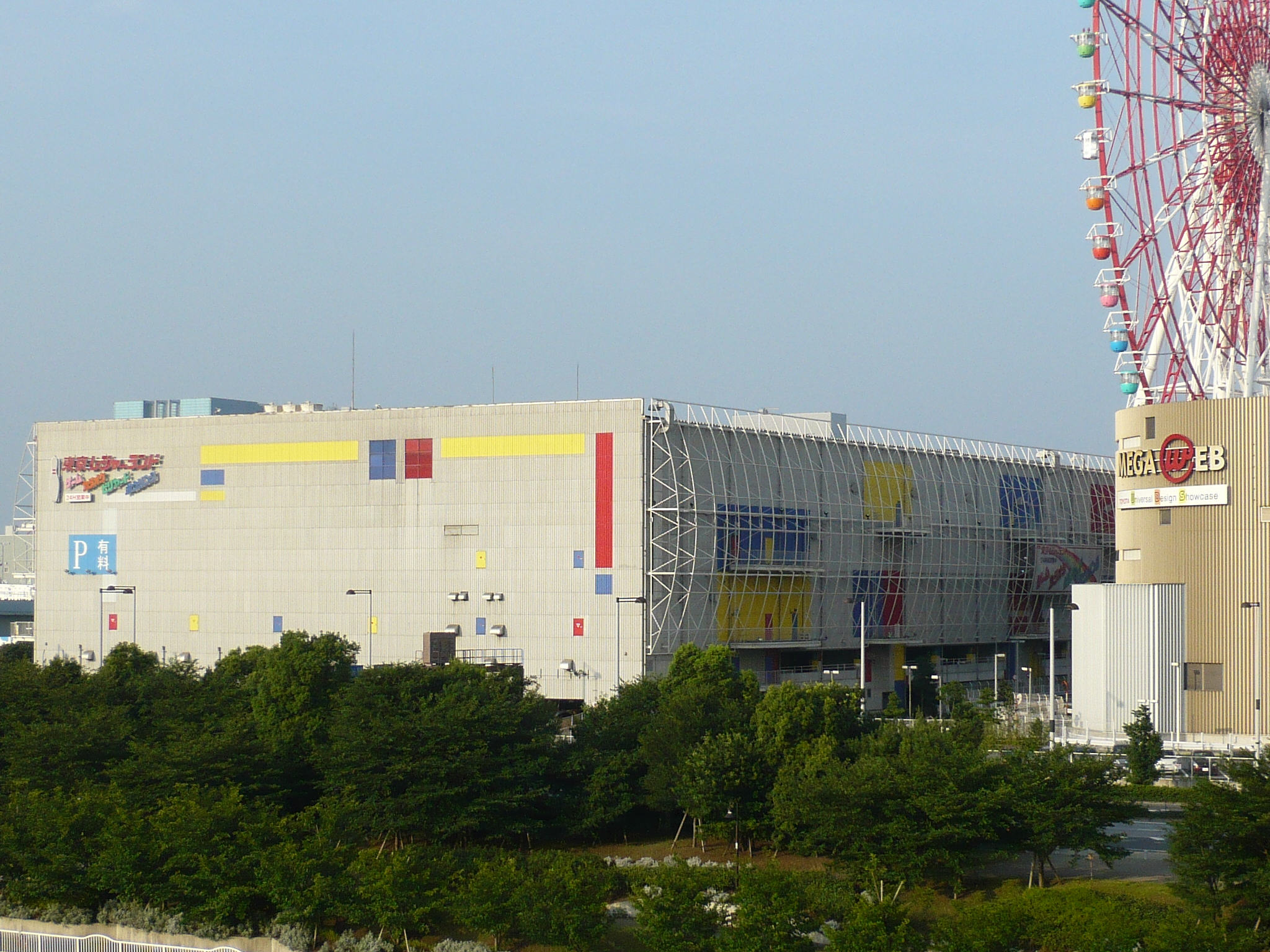
東京レジャーランドパレットタウン店

東京レジャーランドパレットタウン店（とうきょうレジャーランドパレットタウンてん）は、東京都江東区青海のパレットタウンにあった大型レジャー施設である。

## 概要
もともとはSNKが1999年3月19日のパレットタウン開業から「ネオジオワールド東京ベイサイド」として運営していたが、SNK倒産直前の2001年3月に営業を終了し、その後、石川県金沢市に本社を構える山崎屋が運営する「東京レジャーランドパレットタウン店」として2002年3月12日にオープンした。改装にあたってはネオジオワールド時代のアトラクションが4階のボウリング施設を除きすべて撤去され、その代わりにゲーム機460台、バッティングマシン5台、カラオケルーム30室などが設置された。投資費用は3億円で、そのうち内装費が1億5000万円だったという。
パレットタウン内には山崎屋の東京事務所があり、当店は関東地方の店舗を統括していた。土休日にはコスプレイベントが開催される場合があった。
契約期間満了に伴い、2017年7月17日をもって閉店した。その後建物の改修工事がなされ、跡地には2018年6月21日に「森ビル デジタルアート ミュージアム:エプソン チームラボボーダレス」が開業、2022年8月31日のパレットタウン完全閉館まで営業していた。パレットタウンが完全閉館し解体されるまで屋根の上にネオジオやSNKのロゴが残っていた。

## 施設概要

### 各種ゲーム
- ゲームスペース - プリクラ、景品・音響ゲーム、バーチャル・スポーツゲーム、体感・映像シミュレーションゲームなどのいわゆるゲームセンター。
- バッティングセンター - 打席数全5席（左右あり）。
- スポーツゲーム - ストラックアウト、ナインゴールサッカーのほかゴルフ式・バスケット式的落しゲームなど。
- ボウリング - 全44レーン。深夜0時から「光るボウリング」。
- カラオケ - 全30室
- ビリヤード - 全35台
- 卓球
- からくり屋敷 - 登っていく球、起き上がれない椅子など摩訶不思議空間
- お化け屋敷
- ダーツ
- 釣堀

### 営業時間
- 年中無休（2013年6月30日現在）
  - 24時間営業 - ボウリング、ビリヤード、卓球、ダーツ
  - 10時-23時50分 - ゲームスペース
  - 13時-翌6時（最終受付 翌5時） - カラオケ
  - 10時-22時 - からくり屋敷、お化け屋敷、釣堀

### 飲食店
- さぬき めん処やま屋 - うどん、そば等
- たこ八 - たこ焼き等
- SNACK&DRINK - ホットサンド、各種軽食等
- クレープおじさん - クレープ、ソフトクリーム等
- ブルーヘブン - ピザ、パスタ等